# Vuurtoren Punt Kanon
De vuurtoren Punt Kanon is een vuurtoren in het uiterste zuidoosten van Curaçao. Sinds 2020 is de vuurtoren niet meer in gebruik.
Punt Kanon is een onbemande vuurtoren met acetyleenverlichting. Het is in 1916 gebouwd en geeft elke vier seconden een flits die op een afstand van 8 zeemijl te zien is. In 1930 was de vuurtoren niet actief, en in de nacht van 2 op 3 maart strandde de SS Cornwall bij Oostpunt. De vuurtoren bevindt zich op privéterrein en is niet te bezichtigen.